# Cielmice (województwo wielkopolskie)
Cielmice – wieś w Polsce położona w województwie wielkopolskim, w powiecie gostyńskim, w gminie Borek Wielkopolski. Wchodzi w skład sołectwa Siedmiorogów Drugi.
W okresie Wielkiego Księstwa Poznańskiego (1815-1848) miejscowość wzmiankowana jako Cielnice należała do wsi większych w ówczesnym pruskim powiecie Krotoszyn w rejencji poznańskiej. Cielnice należały do okręgu borkowskiego tego powiatu i stanowiły część majątku Siedmiorogów, którego właścicielem był wówczas Celestyn Smitkowski. Według spisu urzędowego z 1837 roku wieś liczyła 196 mieszkańców, którzy zamieszkiwali 22 dymy (domostwa).
W latach 1975–1998 miejscowość administracyjnie należała do województwa leszczyńskiego.